# كاستيلار دي نوتش
بلدية كاستيلار دي نوغ (بالكاتالانية: Castellar de n'Hug) هي إحدى بلديات مقاطعة برشلونة، والتي تقع في منطقة كاتالونيا، شرق إسبانيا.
يبلغ عدد سكانها 221 نسمة وفقاً لإحصائية سنة (2007).